# Hans Soldan Stiftung
Die Hans-Soldan-Stiftung ist eine Stiftung zur Förderung der Aus- und Fortbildung von Rechtsanwälten und Notaren.

## Hans Soldan
Hans Soldan kam 1870 im hessischen Friedberg als Sohn einer Familie von Pfarrern und Lehrern zur Welt. Nach dem Abitur in Worms studierte er zunächst Philosophie und wechselte später an die juristische Fakultät. 1896 ließ er sich, nach dem Abschluss von Rechtsstudium und Vorbereitungsdienst, als Rechtsanwalt beim Amtsgericht in Worms nieder und arbeitete dann als Anwalt am Mainzer Landgericht und später am Oberlandesgericht Darmstadt.
Seine anwaltliche Tätigkeit nahm Hans Soldan 1897 mit der Zulassung am Amtsgericht Mainz auf.
1908 übernahm Soldan die von RA Justizrat Kolsen 1904 in Berlin gegründete Deutsche Rechtsanwalts-Zeitung (DRAZ). Seine Aufsätze in der DRAZ förderten seine Bekanntheit, viele Anwälte schätzten seine Arbeit. Unter seiner Leitung wurde die DRAZ zu einem kritischen Forum standespolitischer Auseinandersetzungen, was jedoch seiner Meinung nach nicht reichte, um Standespolitik zu machen.

## Namensherkunft der Familie Soldan
Der Nachname Soldan stammt von dem türkischen Offizier Sadok Seli Soltan, der während der Kreuzzüge durch das deutsche Militär verschleppt wurde und später zum Christentum konvertierte. Durch diese Tatsache zählte Hans Soldan unter anderem zu den Nachfahren dieses türkischen Offiziers.

## Wirtschaftlicher Verband Deutscher Rechtsanwälte
1908 gründete Soldan den Wirtschaftlichen Verband Deutscher Rechtsanwälte. Dieser Verband war der Grundstein für die noch heute tätige Hans-Soldan-Stiftung und die Hans Soldan GmbH.
Ziel des „Wirtschaftlichen Verbandes Deutscher Rechtsanwälte“ war es, unter Umgehung des Zwischenhandels den gemeinsamen Einkauf aller Kanzleibedürfnisse der Mitglieder zu organisieren und die Mitglieder möglichst preisgünstig mit Bürobedarf zu versorgen. Darüber hinaus sollten auch Mittel gewonnen werden, um eine gemeinsame Standeseinrichtung zu schaffen. Das Jahr 1908 gilt daher auch als das eigentliche Gründungsjahr der Hans-Soldan-Stiftung, da sich die Errichtung einer Stiftung mangels des notwendigen Kapitals, das Voraussetzung für eine staatliche Genehmigung war, noch nicht verwirklichen ließ.
In den folgenden Jahren erhöhte sich das Warenangebot des Verbandes. 1909 konnte der Verband beispielsweise eine Robe, die im Warenhaus noch 60 Reichsmark kostete, für 32 Mark liefern. 1910 brachte Soldan ein Formularbuch mit Anmerkungen heraus, das gleichzeitig mit der Novelle der Zivilprozessordnung erschien. Ein Jahr später forderte er ein Statistisches Amt, das sich mit der Situation der Rechtsanwälte befasst. Umgesetzt wurde die Forderung 96 Jahre später in Form des „Statistischen Jahrbuchs der Anwaltschaft“ durch das Soldan-Institut für Anwaltmanagement.
Soldan leitete den Wirtschaftlichen Verband Deutscher Rechtsanwälte persönlich und übernahm die finanziellen Risiken. In Düsseldorf, Essen, München, Nürnberg, Dresden, Leipzig, Berlin und anderen Städten entstanden die ersten Ortsverbände. Niederlassungen mit dezentralen Lagern sorgten für kurze Lieferzeiten. Der Gewinn gab den Plänen Soldans die materielle Grundlage.

## DieHans-Soldan-Stiftung
1929 gründete Soldan die Hans-Soldan-Stiftung und übertrug dieser Stiftung das Vermögen des Wirtschaftlichen Verbandes in Höhe von 100.000 Reichsmark. Mit der Umwandlung des „Wirtschaftlichen Verbandes“ in eine „selbständige juristische Person“ wollte er das Fortbestehen der Einrichtung über seinen Tod hinaus sicherstellen.
1930 erschien der erste Kanzlei-Katalog der Hans-Soldan-Stiftung und ersetzte nach und nach die Preislisten. 1931 erwarb Soldan seine eigene Druckerei und eröffnete die erste „Erholungsstätte Deutscher Rechtsanwälte“. Im ersten Kriegsjahr wurde das Kurhotel „Juliushall“ in Bad Harzburg, das er zu diesem Zweck gepachtet hatte, von den Nationalsozialisten zu Wehrmachtszwecken beschlagnahmt. Das Geschäft lief jedoch trotz der Beschlagnahmung gut. 1938 kaufte die Stiftung Geschäfts- und Fabrikgebäude in Berlin und verlegte ihren Sitz von Leipzig in die Reichshauptstadt. Die Stiftung beschäftigte mittlerweile rund 100 Mitarbeiter.
Am 12. August 1940 verstarb Hans Soldan nach langer Krankheit im Alter von 70 Jahren. Der hohe Auftragsbestand zu dieser Zeit wurde erst nach Kriegsende Mitte der 1960er Jahre wieder erreicht. Die Nachfolge von Hans Soldan trat dessen Schwiegersohn Fritz Trops an.

## Die Stiftung nach Kriegsende
Nach Kriegsende hatte die Stiftung bis auf 10.000 Mark ihr gesamtes Vermögen verloren. Das Geschäftsgebäude im Ostteil Berlins war völlig zerstört. Das Hotel Juliushall war von den Engländern beschlagnahmt, so dass die Stiftung ein Geschäftsgebäude in Bad Harzburg anmietete, das für die Geschäftsleitung, Einkauf, Lager, Buchhaltung und Versand behelfsmäßig eingerichtet wurde. Im Sommer 1951 verlegte die Stiftung die Hauptgeschäftsniederlassung nach Essen. Mit der Verlegung entfiel auch die räumliche Trennung zwischen der administrativen Abteilung und der Druckerei. In den folgenden Jahren profitierte die Soldan-Stiftung vom westdeutschen „Wirtschaftswunder“.
Mit einem dichten Netz von Außendienstmitarbeitern erreichte die Stiftung nahezu alle Anwaltskanzleien und Notariate in der Bundesrepublik. Die guten Geschäftsergebnisse ermöglichten Investitionen in die Modernisierung der Maschinen. Die Stiftung erwarb in Essen-Bergeborbeck ein Grundstück und baute dort ein neues Betriebsgebäude, das 1965 bezogen wurde. Bis heute befindet sich hier der Sitz des Unternehmens.
1967 war das Wiederaufbauprogramm abgeschlossen. In den folgenden Jahren beschleunigte sich das Wachstum der Stiftung. In der Zeit bis 1983 wurde das Leistungsangebot auf allen Ebenen ausgeweitet.
1969 wurde in ein eigenes Rechenzentrums investiert. Dieses übernahm in den folgenden Jahren die Buchführung für Rechtsanwälte und Notare sowie Zwangsvollstreckung oder Prozessregisterführung mit automatischer Vergabe der Ablagenummern. Im selben Jahr nahm die Stiftung die Organisationsberatung für Kanzleien auf. 1976 stieg Soldan in den Fachbuchhandel ein. 1977 entwickelte die Stiftung Formulare für die bundeseinheitlichen Mahnbescheide. 1983 beschäftigte die Hans-Soldan-Stiftung rund 300 Mitarbeiter, davon 12 im Außendienst, und unterhielt Niederlassungen in Berlin, Frankfurt, Hamburg und München.

## Soldan Mootzur Anwaltlichen Berufspraxis
Seit 2013 existiert der von der Hans-Soldan-Stiftung geförderte Soldan Moot zur Anwaltlichen Berufspraxis (Soldan Moot) an der Gottfried-Wilhelm-Leibniz-Universität Hannover. Es handelt sich um einen bundesweiten Moot Court-Wettbewerb für Studierende deutscher rechtswissenschaftlicher Fakultäten. Anhand eines fiktiven Falls wird ein deutsches Gerichtsverfahren simuliert. Hierbei sollen die Studierenden mit der forensischen Tätigkeit von Rechtsanwälten vertraut gemacht werden, indem sie als Interessensvertreter einen Fall rechtlich analysieren, Beweismittel würdigen und Rechtsmeinungen formulieren. Dabei sollen sie sich auch mit den Gegenargumenten auseinandersetzen und das Gericht schließlich von ihrer Position überzeugen. Thematisch wird jedes Jahr ein Fall behandelt, der den Studierenden auch wichtige Kenntnisse des anwaltlichen Berufsrechts vermittelt. Zunächst verfassen die Teilnehmer Schriftsätze, auf deren Grundlage sie dann in mündlichen Verhandlungen gegeneinander antreten. Auf eine Vorrunde folgen Viertel- und Halbfinale, das Siegerteam des Finales wird mit dem Hans-Soldan-Preis ausgezeichnet. Daneben werden auch Auszeichnungen für den besten Kläger- und Beklagtenschriftsatz sowie die beste mündliche Leistung in der Vorrunde vergeben.
| Jahr | Gewinner des Hans-Soldan-Preises               | weiterer Finalteilnehmer                       |
| ---- | ---------------------------------------------- | ---------------------------------------------- |
| 2013 | Bucerius Law School                            | Gottfried Wilhelm Leibniz Universität Hannover |
| 2014 | Bucerius Law School                            | Martin-Luther-Universität Halle-Wittenberg     |
| 2015 | Universität Hamburg                            | Bucerius Law School                            |
| 2016 | Universität Hamburg                            | Bucerius Law School                            |
| 2017 | Bucerius Law School                            | Rheinische Friedrich-Wilhelms-Universität Bonn |
| 2018 | Freie Universität Berlin                       | Gottfried Wilhelm Leibniz Universität Hannover |
| 2019 | Bucerius Law School                            | Ruhr-Universität Bochum                        |
| 2020 | Bucerius Law School                            | Freie Universität Berlin                       |
| 2021 | Gottfried Wilhelm Leibniz Universität Hannover | Universität zu Köln                            |

## Ausgliederung des gewerblichen Geschäftsbereichs
Dieter Ahlers war seit 1979 Vorstand der Hans-Soldan-Stiftung. Die Geschäftsaktivitäten wurden ausgeweitet. Dies führte zu technischer Umwälzung, einer intensiveren Kundenberatung und der unternehmerischen Neuausrichtung der Stiftung. Das Wachstum und die Veränderungen des Geschäftsbetriebs brachten Dieter Ahlers zum Überdenken der Rechtsform. Bislang war sie eine Stiftung, die ein erwerbswirtschaftliches Unternehmen betrieb. Der Aufsichtsrat beschloss nach anfänglich kontroversen Diskussionen einvernehmlich die gesellschaftsrechtliche Trennung zwischen Stiftung und Geschäftsbetrieb. Auf den Vorschlag Ahlers’ hin wurde die Hans-Soldan-Stiftung in eine gemeinnützige Stiftung umgewandelt und der Geschäftsbetrieb als Gesellschaft mit beschränkter Haftung aus der Stiftung ausgegliedert.

## Die gemeinnützigeHans-Soldan-Stiftung
Die gemeinnützige Hans-Soldan-Stiftung fördert gemäß ihrer Satzung die „Aus- und Fortbildung von Rechtsanwälten und Notaren sowie von Rechtsreferendaren und Studenten, die den Beruf des Rechtsanwalts anstreben, und schließlich von Angestellten und Auszubildenden der Rechtsanwälte und Notare“. Bundesweit baute sie seit 1989 zwölf Institute für Anwaltsrecht an deutschen Universitäten auf. Seit 1994 unterstützt sie das Forum junger Anwaltschaft im DAV, in dessen Mittelpunkt der Berufseinstieg junger Rechtsanwälte steht. Insgesamt gab die Stiftung für Förderzwecke zwischen 1989 und 2008 etwa 14 Millionen Euro.

### Die Soldan-Tagungen
Die seit 1999 jährlich stattfindenden Soldan-Tagungen befassen sich mit Fragen eines anwaltsorientierten Jurastudiums.
Am 30. April 1999 fand die 1. Soldan-Tagung in Hannover statt. Es wurde über die inhaltliche Ausgestaltung des rechtswissenschaftlichen Studiums diskutiert. Es wurde dem Institut für Anwalts- und Notarrecht der Universität Bielefeld der Auftrag erteilt, eine Bestandsaufnahme der derzeitigen Anwaltsorientierung im Studium durchzuführen, welche ab August 1999 stattfand.
Am 16. Juni 2000 endete die 2. Soldan-Tagung in Heidelberg mit einer Aufforderung an den Gesetzgeber, die gestalterischen Freiräume in den Prüfungsordnungen zu nutzen. Ein von der Hans-Soldan-Stiftung gegründeter Ausschuss sollte eine Definition erarbeiten, was unter anwaltsorientierter Ausbildung zu verstehen sei.
Die 3. Soldan-Tagung am 11. Mai 2001 in Berlin zeigte, dass die stärkere Praxisorientierung des rechtswissenschaftlichen Studiums nur ein Aspekt der Reform der juristischen Ausbildung ist. Über die Notwendigkeit, die Studieninhalte stärker an der beratenden und gestaltenden Tätigkeit des praktizierenden Juristen auszurichten, bestand Einigkeit.
Die 4. Soldan-Tagung am 3. Mai 2002 in Köln war nach der Verabschiedung des Reformgesetzes durch den Deutschen Bundestag die erste Veranstaltung zu diesem Thema. Pflichtfächer und Schwerpunktbereiche mit Wahlmöglichkeiten sollten künftig Gegenstand des Studiums sein und die Prüfungen in den Schwerpunktbereichen durch die Universität abgehalten werden.
Mit der Verabschiedung der „Bielefelder Empfehlungen zur inhaltlichen Neuausrichtung des rechtswissenschaftlichen Studiums“ endete die 5. Soldan-Tagung am 25. April 2003 in Bielefeld. Die beschlossenen Empfehlungen sollten als Diskussionsgrundlage für die inhaltliche Neuausrichtung des Studiums gesehen werden.
Auf der 6. Soldan-Tagung am 23. April 2004 in Leipzig wurde darüber diskutiert, dass die Anwaltsorientierung sowohl in der universitären als auch in der Referendarausbildung erfolgen solle. Angeregt wurde auch eine Reduzierung des Prüfungskatalogs. Es wurde festgelegt, dass neben der „äußeren“ Reform der Juristenausbildung auch eine „innere“ Reform erfolgen solle.
Die Frage, wer die Schlüsselqualifikationen lehren soll, diskutierten die Teilnehmer der 7. Soldan-Tagung am 10. Juni 2005 in Köln. Generell zeigte die Tagung, dass die juristischen Fakultäten sich aufgrund der Juristenausbildungsreform in einem Umbruch befinden und die Umsetzung der Reform von Fakultät zu Fakultät hinsichtlich Art und Umfang sehr unterschiedlich vorangetrieben wird.
Mit zwei Generalthemen beschäftigte sich die 8. Soldan-Tagung am 29. Juni 2006 in Hannover: Bachelor/Master oder Staatsexamen – Die Auswirkungen des Bologna-Prozesses auf das juristische Studium und die anwaltsorientierte Juristenausbildung und Die Anwaltsklausur im Spiegel der Prüfungspraxis.
Der Einsatz von Praktikern in der Lehre sei nicht nur beizubehalten, sondern noch auszubauen, forderte Koch auf der 9. Soldan-Tagung in Berlin am 15. Juni 2007. Diskutiert wurde auch die Frage, an welcher Stelle des Studiums die Unterstützung durch den Rechtsanwalt erfolgen soll. Die Frage, was aus der Reform des Jura-Studiums im Rahmen des Bologna-Prozesses wird, der eine Umstellung aller Studiengänge auf das Bachelor- und Master-System vorsieht, war auch am Ende der 9. Soldan Tagung noch offen.

## DieHans-Soldan-GmbH
Die Hans-Soldan-GmbH entwickelte das Handels- und Dienstleistungsgeschäft weiter. Der im Juli 1988 geschlossene Gesellschaftsvertrag nennt als Zweck des Unternehmens den „Handel mit Artikeln und deren Entwicklung für den Büro-, Organisations- und Berufsbedarf von Rechtsanwälten, Notaren und Angehörigen anderer freier Berufe sowie die Vornahme damit im Zusammenhang stehender Dienstleistungen und ähnlicher Geschäfte, der Betrieb eines grafischen Unternehmens sowie der Handel mit Verlagserzeugnissen“. Mit der Gründung der Hans-Soldan-GmbH wurde im Juli 1988 die Robenschneiderei in die eigenständige Tochtergesellschaft Die Robe Berufsbekleidung GmbH umgewandelt. Die Mitarbeiterinnen stellen bis heute Maß- und Konfektionsroben für Anwälte und Richter sowie Kleidung für Pfarrer und Ministranten her.
In den 1990er Jahren wurden Geschäftsbereiche wie die Druckerei in eigene Gesellschaften ausgegliedert. Neue Angebote entstanden, wie die Unternehmensberatung AdvoConsult, die seit 1996 Kanzleien bei der Entwicklung von Strategien, dem Qualitätsmanagement oder der Finanzplanung unterstützt.
Um dem Unternehmen eine moderne Infrastruktur zu geben, baute die Stiftung den Sitz in Essen 1993 weiter aus. Zwei Jahre später führte sie SAP ein. 1999 lagerte das Unternehmen die Logistik in ein Lager in Braunschweig aus. 2001 wurde im Hans-Soldan-Haus in Berlin ein Service-Center eingerichtet. 2006 führte Soldan neue Systeme, unter anderem für das Kundenbindungsmanagement und die automatische Erfassung schriftlicher Bestellungen, ein.
Mehrheitsgesellschafter der Hans Soldan GmbH ist heute die Intermedia Vermögensverwaltungsgesellschaft GmbH, eine Tochtergesellschaft der Medien Union.

### Marktplatz-Recht
1996 ging das Portal Marktplatz-Recht.de online. Der Nutzer findet dort Wissenswertes rund um den Kanzleialltag. Dazu gehören heute neben Fachinformationen und Arbeitshilfen auch aktuelle Nachrichten, ein juristischer Stellenmarkt sowie ein Veranstaltungskalender. Redaktionell betreute RechtsLinks führen den Besucher auf andere Rechtsseiten. Zudem gibt es Tabellen, Formulare und Online-Rechner. Seit dem Relaunch 2006 sind auch juristische Online-Datenbanken über Marktplatz-Recht.de erreichbar.

### Soldan Fachmedien / Juristische Fachliteratur
1998 startete die Online-Buchhandlung SoldanBuch.de. Neben Angaben zur juristischen Fachliteratur erhält der Nutzer hier Informationen zu Neuerscheinungen. Der Besucher findet dort ca. 30.000 Titel juristischer Fachliteratur.
Soldan bietet auch Datenbanken an. Bei einer Rechtsfrage erhält der Abfragende hier spezifische Infos zu Gesetzen, Kommentaren und Urteilen.

### Der Versandhandel
Die Ausweitung des Angebots und die Steigerung der Handelsaktivitäten erforderte größere Kapazitäten und eine bessere Logistik, das Internet erhöhte zudem die Ansprüche an Vernetzung und Schnelligkeit. Seit 1999 wickelt Soldan deshalb die gesamte Lagerhaltung, Kommissionierung und Versendung der Produkte in einem Logistikzentrum in Braunschweig ab. Im Angebot sind ca. 7.000 für den Berufsbedarf von Rechtsanwälten und Notaren ausgewählte Artikel. Täglich werden bis zu 2.500 Pakete bundesweit versandt.
Im Oktober 1999 trat der Kaufmann René Dreske als Sprecher der GmbH-Geschäftsführung in die Gesellschaft ein. Karl Hans Fries blieb bis zu seiner Pensionierung Ende 2001 Mitglied der Geschäftsführung. Neben Effizienzsteigerung und Qualitätssicherung wollte René Dreske den Marktauftritt verbessern. Zu den Service-Angeboten gehört auch die Kundeninformation JURNAL und die Auslobung des Soldan Kanzlei-Gründerpreises, mit dem junge Anwälte ausgezeichnet werden, die mit einer überzeugenden Management- und Marktstrategie erfolgreich eine Kanzlei gegründet haben.
Im Jahr 2001 wurde SoldanShop.de eröffnet. Dort können die Soldan-Kunden alle Artikel für den Büro- und Kanzleibedarf sowie für die Büroeinrichtung und -technik online bestellen. Der Ausbau des Internethandels führte nicht zum Abbau von Mitarbeitern im Außendienst. 2003 wurde die Zahl der Außendienstmitarbeiter erhöht und ihre Arbeit reorganisiert.

## DieHans Soldan Druck GmbH
1993 wurde der Geschäftsbereich Druck in die 100-prozentige Tochtergesellschaft Hans Soldan Druck GmbH umgewandelt. Seit Gründung der Hans Soldan GmbH war kontinuierlich in den Ausbau und die Modernisierung des Druckbetriebes investiert worden. 1990 wurde eine Speedmaster der Heidelberger Druckmaschinen AG mit einem zentralen Leitstand als Ersatz für eine neun Jahre alte Planeta angeschafft. Kosten: fast eine Million DM. Im April 1992 ging eine weitere Heidelberger Druckmaschine aus der Baureihe GTO in Betrieb.
Neben Briefblättern, Visitenkarten, Formularen mit Namen und Kanzleibroschüren können seit 2002 Papiere mit individuellen Wasserzeichen produziert werden. Unter Einsatz von Digitaldrucktechnik können auch Kleinstauflagen erstellen werden. Veredelungstechniken wie Prägen, Stanzen, Perforieren sowie Folienkaschierung sind ebenfalls möglich.

## Arbeit im Verlagsgeschäft
Soldan verstärkte in den letzten Jahren seinen Einsatz im Verlagsgeschäft. Der gemeinsam mit dem Deutschen Anwaltverein betriebene Deutsche Anwaltverlag mit Sitz in Bonn ist hauptsächlich im Bereich der praxisorientierten Werke wie Formular- und Mandatsbüchern tätig. Hans Soldan hatte sich mit dem 1909 gegründeten Unternehmen Zentralbuchhandlung und Verlag Deutscher Rechtsanwälte einige Jahre als Verleger beschäftigt. 1956 übernahm die Hans-Soldan-Stiftung gemeinsam mit dem Deutschen Anwaltverein den von ihrem Aufsichtsratsmitglied Wilhelm Ellinghaus 1948 gegründeten Juristischen Verlag W. Ellinghaus & Co. GmbH. Der Verlag, der 1983 in Deutscher Anwaltverlag umbenannt wurde, verfolgte allerdings nur wenige Buch- und Zeitschriftenprojekte. Dies änderte sich Anfang der 1990er Jahre, als die Hans-Soldan-GmbH und der Deutsche Anwaltverein beschlossen, das Verlagsgeschäft zu intensivieren. Seit 2005 hält die Hans-Soldan-GmbH 90 Prozent der Anteile am Deutschen Anwaltverlag. Das Unternehmen bietet heute ca. 300 lieferbare Buchtitel, 11 Zeitschriften und zahlreiche digitale Medien.

## DasSoldan-Institut
Die Tätigkeit des 2002 gegründeten Soldan-Instituts ist darauf ausgerichtet, die unternehmerische Tätigkeit von Anwaltskanzleien sowie die Normsetzung im Bereich des anwaltlichen Berufsrechts durch empirische Berufsforschung zu unterstützen. Das unabhängige Forschungsinstitut wird von dem Rechtswissenschaftler Matthias Kilian geleitet und ist in Köln ansässig. Neben der Hans-Soldan-Stiftung wird es von der Bundesrechtsanwaltskammer, dem Deutschen Anwaltverein sowie der Verlagsgruppe Wolters Kluwer über den gemeinnützigen Trägerverein Soldan Institut für Anwaltmanagement e.V. unterstützt.
Das Institut gibt in zweijährlichen Rhythmus das Statistische Jahrbuch der Anwaltschaft heraus und publiziert in eigenen Schriftenreihen Forschungsberichte sowie sog. Barometer (Vergütungsbarometer, Berufsrechtsbarometer).

## Stiftungszweck
Als Stiftungszweck ist im § 2 der Satzung ausgeführt:
- Zweck der Stiftung ist es, die Aus- und Fortbildung von Rechtsanwälten und Notaren sowie von Referendaren und Studenten, die den Beruf des Rechtsanwalts anstreben, sowie von Angestellten und Auszubildenden der Rechtsanwälte und Notare zu fördern.
- Der Stiftungszweck wird insbesondere verwirklicht durch Gewährung von Zuschüssen an gemeinnützige Institutionen der Anwaltschaft und sonstige gemeinnützige Institutionen, die die Aus- und Fortbildung des geförderten Personenkreises durchführen zur Verwirklichung derer steuerbegünstigten Zwecke.

Schwerpunkt für die Verteilung der Fördermittel, seit der Umgründung etwa 13 Mio. € (Stand 2007), ist das „anwaltsbezogene Studium“ an den Universitäten und anderen Institutionen, die sich insbesondere um Fort- und Weiterbildung junger Anwälte bemühen.